# 물병자리 왜소은하
물병자리 왜소은하(Aquarius Dwarf Galaxy, PGC 65367)는 물병자리에 있는 왜소 은하이다. 거리가 310만 광년으로 우리 은하에서 두 번째로 멀리 떨어져 있는 위성 은하이다. 국부은하군의 은하 중 크기가 가장 작다.
특이하게도 이 은하는 청색편이를 보이는데, 청색편이를 보이는 은하는 몇 되지 않는다